# Ixodes kuntzi
Ixodes kuntzi är en fästingart som beskrevs av Harry Hoogstraal och Glen M. Kohls 1965. Ixodes kuntzi ingår i släktet Ixodes och familjen hårda fästingar. Inga underarter finns listade i Catalogue of Life.